# 1362

## Události
- Karel IV. udělil Ostravě právo konat výroční šestnáctidenní trh

### Probíhající události
- 1351–1368 – Povstání rudých turbanů

## Narození
- ? – Marie I. Sicilská, sicilská panovnice († 1401)
- ? – Sü I-chua, čínská císařovna a spisovatelka († 1407)
- ? – Wang Fu, čínský malíř, kaligraf a básník († 1416)

## Úmrtí
Česko
- 11. července – Anna Svídnická, česká královna a římská císařovna jako manželka Karla IV. (* 1339)
- ? – František Pražský, první kronikář Karla IV. (* asi 1290)

Svět
- 6. dubna – Jakub I. Bourbonský, francouzský hrabě z Ponthieu a La Marche (* 1319)
- 6. července – Čagan Temür, mongolský vojevůdce říše Jüan (* ?)
- 7. září – Johana Anglická, skotská královna jako manželka Davida II. (* 5. června 1321)
- 12. září – Inocenc VI., 199. papež (* 1285/1292)
- 10. prosince – Fridrich III. Habsburský, rakouský vévoda (* 31. března 1347)

- prosinec – Marie Anglická, hraběnka z Montfort-l'Amaury a vévodkyně bretaňská (* 10. října 1344)
- ? – Anežka Hlohovská, ratibořská a břežská kněžna (* ?)
- ? – Giovanni I. Sanudo, šestý vévoda z Naxu (* ?)
- ? – Orhan I., druhý osmanský emír (* 1281)
- ? – Paolo Veneziano, benátský gotický malíř (* 1290)
- ? – Asporça Hatun, manželka osmanského sultána Orhana I. (* ?)

## Hlava státu
- České království – Karel IV.
- Moravské markrabství – Jan Jindřich
- Svatá říše římská – Karel IV.
- Papež – Inocenc VI., bl. Urban V.
- Anglické království – Eduard III.
- Francouzské království – Jan II.
- Polské království – Kazimír III. Veliký
- Uherské království – Ludvík I. Uherský
- Lucemburské vévodství – Václav Lucemburský
- Byzantská říše – Jan V. Palaiologos
- Osmanská říše – Murad I.